# Amblimation
La Amblimation è stato uno studio di animazione statunitense associato alla Amblin Entertainment di Steven Spielberg. È stata attiva dal 1991 al 1995 circa.
Lo studio aveva come sede Londra, ma dopo l'uscita di Balto nel 1995 andò in bancarotta e confluì nella Amblin Entertainment, e parte del suo staff si trasferì alla DreamWorks.
La mascotte della compagnia era Fievel dalla serie di film animati cominciata con Fievel sbarca in America.

## Filmografia
- Fievel conquista il West (An American Tail: Fievel Goes West), regia di Phil Nibbelink e Simon Wells (1991)
- We're Back! - 4 dinosauri a New York (We're Back! A Dinosaur's Story), regia di Dick Zondag, Ralph Zondag, Phil Nibbelink e Simon Wells (1993)
- Balto, regia di Simon Wells (1995)